# Ла-Серольєра
Ла-Серольєра (ісп. La Cerollera, кат. La Sorollera) — муніципалітет в Іспанії, у складі автономної спільноти Арагон, у провінції Теруель. Населення — 113 осіб (2010).
Муніципалітет розташований на відстані близько 310 км на схід від Мадрида, 100 км на північний схід від міста Теруель.

## Демографія
Динаміка населення (INE ):